# Ingeniero Emilio López Zamora
Ingeniero Emilio López Zamora es una localidad del municipio de Balancán ubicado en la subregión de los Ríos del estado mexicano de Tabasco.

## Geografía
La localidad se ubica a 50.7 kilómetros (en dirección este) de la localidad de Balancán de Domínguez, la cabecera y lugar más poblado del municipio. Se sitúa en las coordenadas geográficas 17°49′41″N 91°03′32″O / 17.828056, -91.058889, a una elevación de 38 metros sobre el nivel del mar.

## Demografía
Según el Conteo de Población y Vivienda 2020, efectuado por el Instituto Nacional de Estadística y Geografía, la localidad de Ingeniero Emilio López Zamora tiene 816 habitantes, de los cuales 407 son del sexo masculino y 409 del sexo femenino. Su tasa de fecundidad es de 2.93 hijos por mujer y tiene 222 viviendas particulares habitadas.
| Gráfica de evolución demográfica de Ingeniero Emilio López Zamora entre 1980 y 2020 |
|                                                                                     |
| INEGI.                                                                              |